# Anolis propinquus
Espèce
Synonymes
- Dactyloa propinquus (Williams, 1984)

Anolis propinquus est une espèce de sauriens de la famille des Dactyloidae.

## Répartition
Cette espèce est endémique du département de Valle del Cauca en Colombie.

## Publication originale
- Williams, 1984 : New or problematic Anolis from Colombia. II. Anolis propinquus, another new species from the cloud forest of western Colombia. Breviora, no 477, p. 1-7 (texte intégral).